# Château de Tahara
Le château de Tahara (田原城, Tahara-jō) est un château japonais situé à Tahara au sud de la préfecture d'Aichi au Japon. À la fin de la période Edo, le château est le siège du clan Miyake, daimyō du domaine de Tahara aux revenus de 12 000 koku.

## Histoire
En 1480, Munemitsu Toda (1439-1508), seigneur de guerre quasi indépendant de la péninsule d'Atsumi à l'époque Sengoku, érige le prédécesseur du château de Tahara sur un site faisant face à la baie de Mikawa. Menacé par le pouvoir grandissant du clan Matsudaira au nord, Toda prête allégeance au clan Imagawa mais se trouva plus tard soumis à la loi du clan Tokugawa. À la suite du siège d'Odawara en 1590, Toyotomi Hideyoshi attribue la région de Kantō à Tokugawa Ieyasu tandis que les Toda sont dépossédés de leurs avoirs qui sont donnés au vassal de Hideyoshi, Igi Tadatsugu, lequel reconstruit les douves et la maçonnerie.
À la suite de l'établissement du shogunat Tokugawa, Toda Katatsugu est « rétrogradé » du statut de hatamoto à celui de daimyō avec 10 000 koku et autorisé à retourner au château de Tahara qui est à présent le centre du domaine de Tahara créé en 1601. En 1664, son fils Toda Tadamasa est transféré au domaine d'Amaku dans la province de Bungo avec un accroissement de revenus à 21 000 koku tandis que le domaine de Tahara est accordé au clan Miyake qui y réside jusqu'à la restauration de Meiji.
Il reste peu de choses du château original si ce n'est quelques parties des douves et de la maçonnerie puisque tous les bâtiments sont détruits en 1872 selon les directives du nouveau gouvernement de Meiji. À l'intérieur du tenshu (donjon) central de l'ancien château se trouve un sanctuaire shinto dédié aux ancêtres du clan Miyake et un autre consacré au célèbre artiste et savant local, Kazan Watanabe, ainsi que le musée de la ville de Tahara. Quand celui-ci est reconstruit en 1990, une fausse yagura (poivrière) et une porte sont également reconstruites.